# Mary Bronstein
Mary Bronstein, nata Mary Wall (White Plains, 7 settembre 1979), è una regista, sceneggiatrice e attrice statunitense.

## Biografia
Formatasi come attrice, ha esordito nel 2007 recitando nell'indipendente Frownland, durante le cui riprese ha conosciuto suo marito, il regista Ronald Bronstein. L'esperienza l'ha poi spinta a fare il proprio esordio dietro alla macchina da presa l'anno seguente con Yeast, girato a costo zero, con protagoniste lei stessa e Greta Gerwig, e definito a diversi anni dall'uscita dal critico Richard Brody «uno dei migliori film mumblecore». Bronstein non ha diretto un altro lungometraggio per 17 anni, fino a If I Had Legs I'd Kick You (2025), con cui ha concorso al Festival di Berlino e al Sundance Film Festival.

## Filmografia

### Regista e sceneggiatrice
- Yeast (2008)
- Round Town Girls – cortometraggio (2009)
- If I Had Legs I'd Kick You (2025)

### Attrice
- Frownland, regia di Ronald Bronstein (2007)
- Yeast, regia di Mary Bronstein (2008)
- Round Town Girls, regia di Mary Bronstein, Ronald Bronstein e Amy Seimetz – cortometraggio (2009)
- You Wont Miss Me, regia di Ry Russo-Young (2009)
- The Jonestown Defense, regia di Greg Takoudes (2011)
- If I Had Legs I'd Kick You, regia di Mary Bronstein (2025)

### Produttrice esecutiva
- If I Had Legs I'd Kick You, regia di Mary Bronstein (2025)